# 쉐이미
《쉐이미》는 포켓몬스터 시리즈에 등장하는 가공의 캐릭터다.

## 특징
환상의 포켓몬으로 모티브는 고슴도치다. 가시 대신 풀과 꽃이 자라며 새가 지저귀는 듯한 울음소리를 낸다. 존재 자체로 주변의 오염된 공기를 정화하며 황폐화된 대지를 순식간에 비옥한 토양을 가진 꽃밭으로 만들 수 있다. 고유기술인 '시드플레어'는 차원의 벽을 관통하는 강력함을 가졌다.
원래의 모습, 통칭 '랜드 폼'이 아닌, '스카이 폼'이라는 순록과 비슷한 모습으로 변할 수도 있다.

## 애니메이션에서
- 《극장판 포켓몬스터 DP: 디아루가 VS 펄기아 VS 다크라이》

디아루가와 펄기아가 싸울 때, 자신의 세계를 더럽힌 죄로 기라티나가 디아루가를 응징하려고 반전세계에 끌고갈때 같이 싸움에 휘말려든다. 그러다 고유기술인 '시드 플레어'를 사용해 디아루가를 얼떨결에 도망치게 한다. 그 때문에 현실 세계로 나가지 못한 기라티나는 쉐이미를 이용해 현실 세계로 나가려 하자 쉐이미는 피해망상에 빠진다. 나중에는 오해를 풀어 제로로 인하여 죽을 위기에 처한 기라티나를 '아로마 테라피'로 살려주기도 한다.
```
감사 포켓몬이지만 왜인지 감사를 하지 않는다. 오히려 감사를 받고 산다. 영화를 보면 쉐이미가 자신에게 감사하라는 장면을 볼 수 있다. 이 '감사'라는 표현은 감사를 하는 것이 아니라 감사를 받는 것일 수도 있다.
```

- 《극장판 포켓몬스터 DP: 기라티나와 하늘의 꽃다발 쉐이미》

주인공으로 등장했다. 디아루가의 시비로 시작된 두 시공신 디아루가와 펄기아의 싸움에 어쩌다가 휘말려 고유기술인 '시드플레어'의 차원관통 능력을 노린 악역 때문에 처음부터 끝까지 고생한다. 기라티나에 대한 오해 때문에 그에 대한 심각한 피해망상을 가지고 있었으나 오해가 풀리고 기라티나와 웃으며 맞이하게 된다. 제로는 쉐이미의 시드플레어를 이용해 현실 세계와 반전 세계를 드나들었다.
또 다른 쉐이미들과 함께 꽃밫에서 꽃나르기를 했다.

## 게임 상에서
- 포켓몬코리아에서 2009년 7월 24일, 7월 25일, 7월 26일에 쉐이미를 배포하였다.
- 일본판에서 초기 버그로 얻을 수 있었다.
- 일본판 오메가루비, 알파사파이어로 포켓몬 스크랩카드에 있는 일련번호를 관련 사이트에 입력하면 얻을 수 있었다.
- 한국판 오메가루비, 알파사파이어는 공식 가이드북에 있는 시리얼 코드로 얻을 수 있었다.
- 현재는 포켓몬 브릴리언트 다이아몬드 샤이닝 펄에 있는 이상한소포에서 오박사에 편지를 얻은다음 213도로로 가면 이벤트가 진행된다.[출처 필요]
- LEGEND아르세우스에서 소드 실드  플래이 데이터가 있으면 1차엔딩후 서브퀘스트로 얻을 수 있다.